# Nephtys kersivalensis
Nephtys kersivalensis är en ringmaskart som beskrevs av McIntosh 1908. Nephtys kersivalensis ingår i släktet Nephtys och familjen Nephtyidae. Arten är reproducerande i Sverige. Inga underarter finns listade i Catalogue of Life.